# Čokori
Čokori är ett samhälle i Bosnien och Hercegovina.   Det ligger i entiteten Republika Srpska, i den nordvästra delen av landet, 140 km nordväst om huvudstaden Sarajevo. Čokori ligger 367 meter över havet och antalet invånare är 219.
Terrängen runt Čokori är kuperad åt sydost, men åt nordväst är den platt.Runt Čokori är det ganska tätbefolkat, med 67 invånare per kvadratkilometer.. Närmaste större samhälle är Banja Luka, 6,6 km öster om Čokori. 
Omgivningarna runt Čokori är en mosaik av jordbruksmark och naturlig växtlighet.